# Lędyczek
Lędyczek (prononciation : [lɛnˈdɨt͡ʂɛk], en allemand : Landeck) est un village polonais de la gmina d'Okonek dans le powiat de Złotów de la voïvodie de Grande-Pologne dans le centre-ouest de la Pologne.
Il se situe à environ 7 kilomètres à l'est d'Okonek (siège de la gmina), 21 kilomètres au nord de Złotów (siège du powiat), et à 126 kilomètres au nord de Poznań (capitale de la Grande-Pologne).

## Histoire
De 1818 à 1945, Landeck-en-Prusse-Occidentale fait partie de l'arrondissement de Schlochau dans le district de Marienwerder, administré par la province de Prusse-Occidentale.
De 1975 à 1998, le village faisait partie du territoire de la voïvodie de Piła.

Depuis 1999, Lędyczek est situé dans la voïvodie de Grande-Pologne.